# Molde (Tettsted)
Molde ist eine Stadt in der norwegischen Kommune Molde in der Provinz (Fylke) Møre og Romsdal. Die Stadt stellt das Verwaltungszentrum der gleichnamigen Kommune Molde sowie des Fylkes Møre og Romsdal dar und hat 22.410 Einwohner (Stand: 1. Januar 2024).

## Geografie und Einwohner

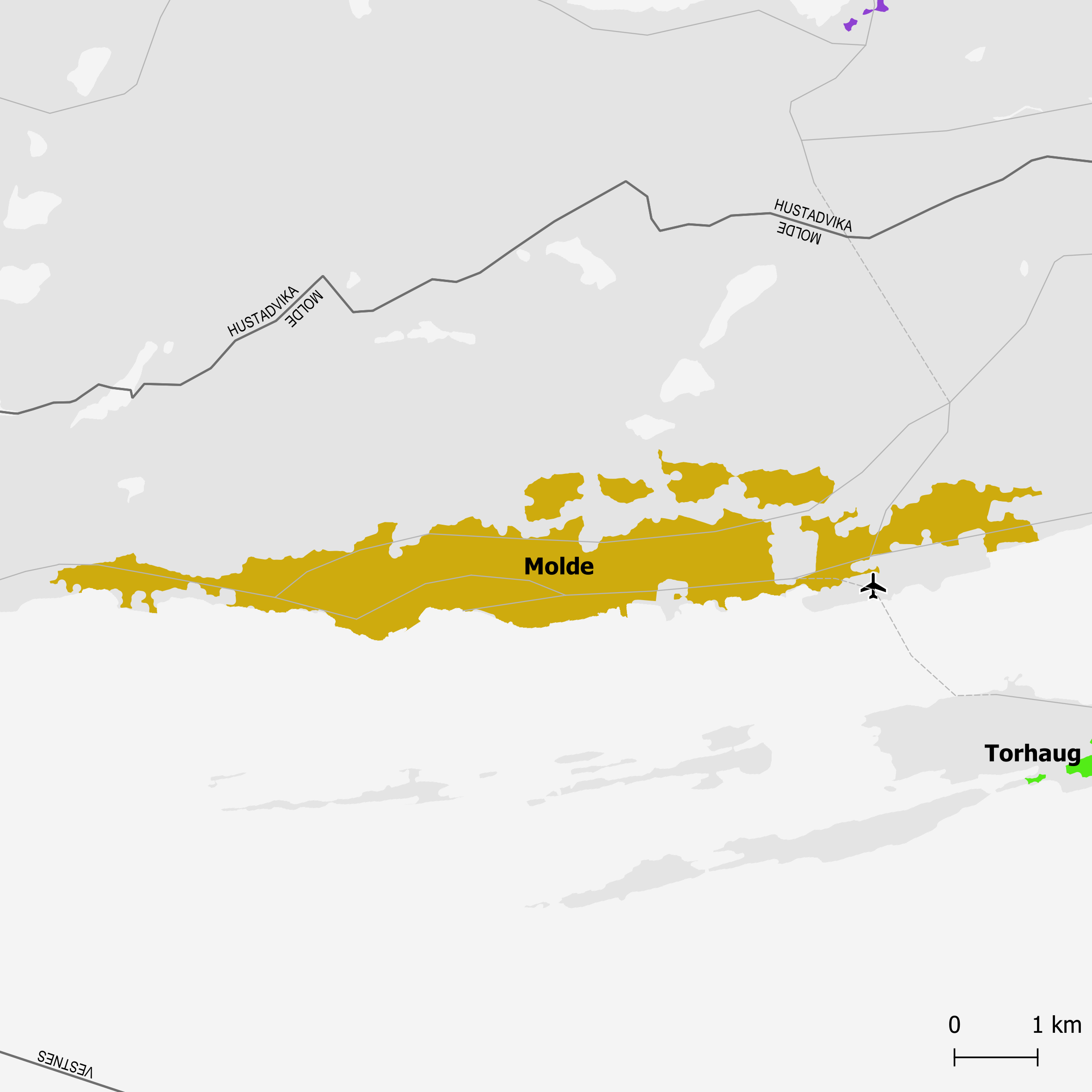
Karte des Tettsteds Molde

Molde ist ein sogenannter Tettsted, also eine Ansiedlung, die für statistische Zwecke als eine städtische Siedlung gewertet wird. Die Kommune Molde ist mit einer Fläche von 1.503,36 km² weit größer als der Tettsted Molde, der eine Fläche von 9,48 km² (Stand: 1. Januar 2024) erreicht. In der Kommune liegen neben Molde weitere kleinere Tettsteder.
Die Stadt Molde liegt an der norwegischen Westküste am Ufer der Meerenge Moldefjord, einem Arm des Storfjords. Vor Molde liegt ein kleiner Schärengarten mit Schäreninseln wie Bjørsetholmen, Moldeholmen und Reknesholmen. Das Stadtzentrum von Molde liegt westlich der Mündung der Moldeelva in das Meer. Insgesamt erstreckt sich die Stadt auf einer Strecke von rund elf Kilometern in West-Ost-Richtung entlang der Küste. Im Norden ist die Stadt durch Erhebungen begrenzt, die Höhen von über 500 moh. erreichen, weshalb die Ausdehnung in Nord-Süd-Richtung weit geringer ist.
| Jahr          | 1960   | 1970   | 1980   | 1990   | 2000   | 2011   | 2020   |
| ------------- | ------ | ------ | ------ | ------ | ------ | ------ | ------ |
| Einwohnerzahl | 11.366 | 14.400 | 15.478 | 16.685 | 18.163 | 19.808 | 21.260 |

## Geschichte
Die heutige Stadt Molde betrieb im Spätmittelalter Holzhandel mit England und den Niederlanden. Unter dem Namen Molde Fiære erhielt Molde im Jahr 1614 die Rechte als Ladested. Molde war dabei der Stadt Trondheim untergeordnet. Als im Jahr 1660 die Ämter als Verwaltungseinheit eingeführt wurden, wurde Molde der Sitz des Amtmanns. Zeitgleich mit Kristiansund erhielt Molde im Jahr 1742 die Stadtrechte (Kjøpstad). Als 1837 die lokale Selbstverwaltung eingeführt wurde, wurde Molde eine eigenständige Stadtkommune. Diese wurde mit der Zeit stark erweitert, so dass sie heute neben der eigentlichen Stadt Molde auch weitere Gebiete umfasst.
Gegen Ende des 19. Jahrhunderts galt Molde als ruhige Stadt mit zahlreichen gepflegten Gärten. Aufgrund dessen kamen viele Touristen nach Molde und es wurden mehrere Hotels gebaut. Molde erhielt den Beinamen „Stadt der Rosen“ (Rosenes by). Der Hafen von Molde wurde regelmäßig von Schiffen angelaufen, die Touristen nach Molde brachten. Der deutsche Kaiser Wilhelm II. besuchte bis zum Ersten Weltkrieg regelmäßig die Stadt. Die Touristen führten zu einem wirtschaftlichen Aufschwung, der mit dem Ausbruch des Weltkrieges und dem Stadtbrand im Jahr 1916 endete. Beim Brand wurde der Osten der Stadt zerstört. Der Stadtteil wurde später neu aufgebaut.
Am 23. April 1940 kam der norwegische König Haakon VII. in Molde an. Molde war die letzte Fluchtstation in Norwegen, bevor er vor den deutschen Besatzern ins Ausland floh. Nachdem die Stadt bereits am 15. April 1940 einer Bombe ausgesetzt worden war, zerstörte die deutsche Luftwaffe Molde als Reaktion auf die Ankunft des Königs ab dem 24. April 1940 fast vollständig. Die heutige Bausubstanz der Stadt ist großenteils nach dem Ende des Zweiten Weltkriegs entstanden. Die sogenannte Königsbirke ist Erinnerungszeichen für die deutsche Okkupation Norwegens im Zweiten Weltkrieg.

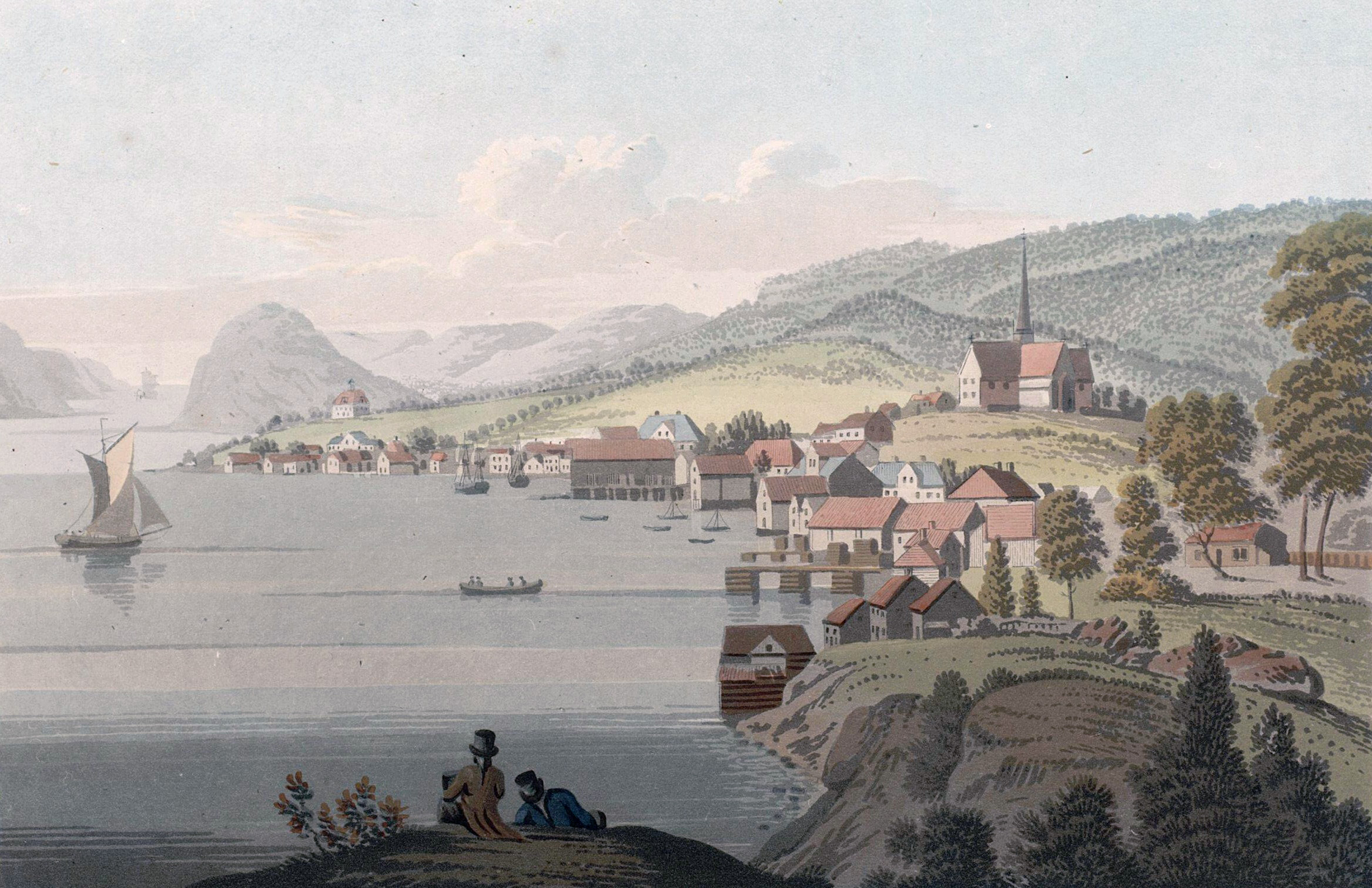
Gemälde der Stadt Molde, 1800
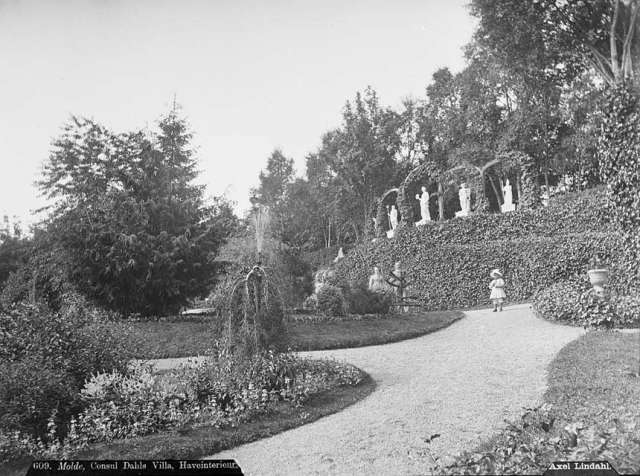
Garten in Molde zwischen 1880 und 1890
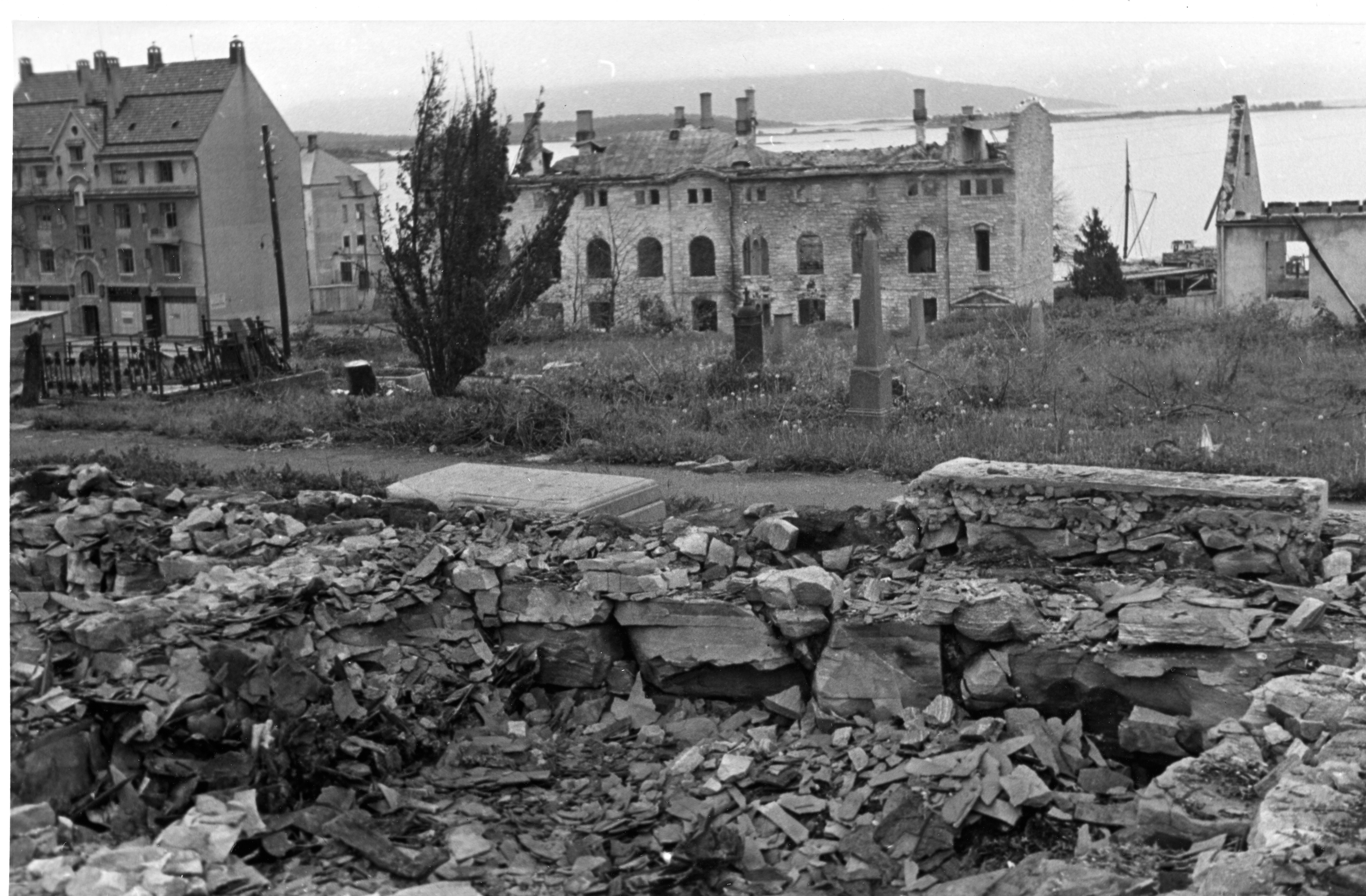
Zerstörungen in Molde, Juli 1940

## Wirtschaft und Infrastruktur

### Wirtschaft und Verwaltung
Molde stellt sowohl für die Region Romsdalen als auch für das gesamte Fylke Møre og Romsdal ein wirtschaftliches Zentrum dar. In Molde sind mehrere Behörden angesiedelt, unter anderem die Verwaltung der Fylkeskommune und des Statsforvalters des Fylkes. Die Hochschule Molde (Høgskolen i Molde) wurde im Jahr 1994 gegründet, als drei Hochschulen zusammengelegt wurden.

### Verkehr
Mittels einer Fährverbindung führt aus dem Süden die Europastraße 39 (E39) in die Stadt Molde. Vom Fährhafen verläuft sie in Richtung Osten durch die Stadt. Von Molde aus führt die Straße weiter in den Großraum Trondheim im Nordosten. Richtung Südwesten bindet die E39 Molde unter anderem an Ålesund an. Von Molde aus in den Nordwesten führt der Fylkesvei 662. Der Fylkesvei 64, auch bekannt als „Atlantikstraße“, verläuft in den Norden sowie über eine Fährverbindung weiter in den Süden nach Åndalsnes in der Kommune Rauma.
Im Osten der Stadt liegt der Flughafen Molde-Arø. Die Schiffslinie Hurtigruten läuft auf ihren Fahrten den Hafen von Molde an. Eine Eisenbahnanbindung besteht nicht. Der einzige Bahnhof des Fylkes liegt in Åndalsnes, südwestlich der Stadt.

## Kultur, Religion und Sport

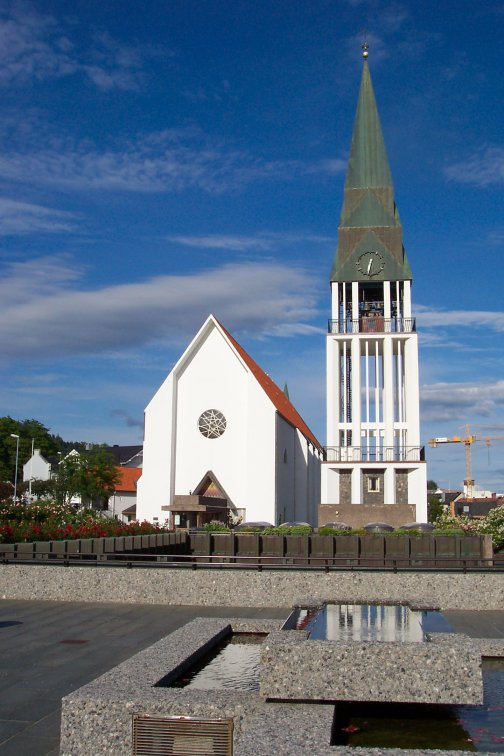
Dom zu Molde

Seit dem Jahr 1961 findet in Molde jährlich das überregional bekannte Jazzfestival Moldejazz statt. Neben dem Jazz-Festival gibt es seit 1992 noch das Literaturfestival Bjørnson Festival. Dessen Name leitet sich vom Dichter Bjørnstjerne Bjørnson ab, der eng mit der Gegend verknüpft ist und eine Zeit lang in der Region wohnte. Während des Festivals wird seit 1997 das Literaturstipendium Bjørnsonstipendet vergeben.
In Molde steht die Molde Domkirke, der Dom zu Molde. Der Dom wurde im Jahr 1957 unter Leitung des Architekten Finn Bryn erbaut und hat rund 700 Sitzplätze. Nachdem die Kirche zunächst eine herkömmliche Kirche war, erhielt sie im Jahr 1983, als das Bistum Møre gegründet wurde, den Status als Dom. Die Orgel wurde vom österreichischen Orgelproduzenten Rieger Orgelbau hergestellt und im Jahr 1999 eingebaut.
Im Jahr 2002 eröffneten in der Stadt das Hotel Scandic Seilet unter dem Namen Rica Seilet sowie das Kulturhaus Bjørnsonhuset. Beide Gebäude wurden vom Architekten Kjell Kosberg entworfen. Wie der Burj al Arab in Dubai wurde das rund 60 Meter hohe Hotel teilweise in das Meer hinein gebaut.
In Molde ist der Fußballverein Molde Fotballklubb (Molde FK) ansässig. Seine Heimspielstätte ist das Aker-Stadion, das 1998 fertiggestellt wurde.

## Name
Molde wurde im Jahr 1604 als Molde Fiære erwähnt. Der Name leitet sich vom altnordischen Namen Moldar ab, der Pluralform des Wortes mold (deutsch Humus, Muttererde, Erde). Die Einwohner der Stadt werden Moldensar und Moldenser genannt.
Im Gedicht Til Molde, das Bjørnstjerne Bjørnson im Jahr 1878 schrieb, wird Molde als „Stadt der Blumen“ (Blomsternes by) bezeichnet. In den Jahren darauf begannen auch Zeitungen, die Stadt so zu titulieren. Der Beiname „Stadt der Rosen“ (Rosenes by) entstand erst um das Jahr 1900. Der Dichter Nils Collett Vogt verwendete den Ausdruck in den Jahren 1906 bis 1907.